# Krapa (ort)
Krapa (makedonska: Крапа) är en ort i Nordmakedonien. Den ligger i kommunen Makedonski Brod, i den centrala delen av landet, 50 kilometer söder om huvudstaden Skopje. Krapa ligger 1 016 meter över havet och antalet invånare är 183.